# Eólide (Fócide)
Eólide fue una ciudad de la Antigua Grecia situada en la región de la Fócide.
Sus habitantes son mencionados por Heródoto cuando relata como, en el año 480 a. C., tras la Batalla de Artemisio, una parte del  ejército persa, antes de devastar el territorio de Delfos, destruyó las ciudades de los panopeos, de los daulios y de los eólidas.
Se desconoce la localización exacta de Eólide, pero se supone, por la narración de Heródoto, que estaba situada entre Dáulide y Delfos. Se han barajado como posibles localizaciones Karakólito, Rosufi, Kastro-Zemenou o Kastro Teresi.